# Pityrodia uncinata
Pityrodia uncinata là một loài thực vật có hoa trong họ Hoa môi. Loài này được (Turcz.) Benth. miêu tả khoa học đầu tiên năm 1870.